# Портрет молодої жінки (картина Боттічеллі, 1476 — 1480)
«Портрет молодої жінки» (італ. Ritratto di dama) — картина живописця тосканської школи Сандро Боттічеллі, написана в 1476—1480 рр. Авторство Боттічеллі спірне. Картина зберігається в Берлінській галереї.
У моделі вгадують Сімонетту Веспуччі, матір, або дружину Лоренцо Прекрасного (Лукрецію Торнабуоні або Кларіче Орсіні). Портрет походить з палацу Медічі і має найбільші підстави вважатися картиною, описаною Вазарі.
Боттічеллі наслідує Філіппо Ліппі та повертається до суворого профілю з витонченим силуетом і жорсткою рамою, нішею або вікном. Портрет є поетично ідеалізованим, де пом'якшено все індивідуальне. Це наближає образ до збірного типу особи, який зустрічається в релігійних картинах майстра.